# Patxi Etxeberria
José Francisco Etxeberria Guridi (Orio, 21 de enero de 1964), más conocido como Patxi Etxeberria, es un catedrático de Derecho Procesal de la Universidad del País Vasco y juez sustituto.

## Biografía
Patxi Etxeberria nació en Orio (Gipúzcoa) el 21 de enero de 1964. Se licenció en Derecho en la Universidad del País Vasco en 1987, se diplomó en Criminología por el Instituto Vasco de Criminología (1986-1988), y se doctoró en la misma universidad en 1999 con la Tesis “Intervenciones corporales y análisis de ADN y su empleo en el proceso penal” calificada con sobresaliente cum laude y recibió el Premio Extraordinario de Doctorado (1988/1999).
En 1985 fue profesor de euskera en el Ayuntamiento de Orio y desde 2002 profesor titular de Derecho Procesal. Actualmente y desde noviembre de 2010 es catedrático de Derecho Procesal de la Universidad del País Vasco.
Recibió el Premio Protección de Datos Personales en 1998 convocado por la Agencia Española de Protección de Datos y es miembro de la Comisión de Videovigilancia y Libertades del País Vasco desde el 23 de mayo de 2006, por designación del Rector de la Universidad del País Vasco, órgano consultivo de protección de la privacidad del Departamento de Seguridad del Gobierno Vasco.
Ha colaborado con la Asociación británica “National Council of Civil Liberties” en varios casos interpuestos ante el Tribunal Europeo de Derechos Humanos y en 1992 fue nombrado juez sustituto por el Consejo General del Poder Judicial.

## Publicaciones
Entre las publicaciones de Patxi Etxeberria están:
- Las facultades judiciales en materia probatoria en la LEC[5]
- Los análisis de ADN y su aplicación al proceso penal
- Últimas novedades respecto de la mediación en el orden contencioso-administrativo
- La víctima y el derecho a los recursos
- La mediación en la jurisdicción contencioso-administrativa: un ámbito de oportunidades
- Cuestiones vinculadas a las intervenciones corporales y a las bases de datos de ADN en las recientes reformas del Código Penal y de la Ley de Enjuiciamiento Criminal
- La invalidez de la directiva 2006/24/CE y su repercusión en el ordenamiento español (consecuencias de la STJUE de 8 de abril de 2014)
- ¿Es la resolución alternativa de conflictos la solución para todos los problemas del sistema judicial español?
- Inspecciones e intervenciones corporales e investigaciones mediante ADN en el borrador del nuevo Código de Proceso Penal español
- Presunción de inocencia y derechos de la defensa. La compleja cuestión de su eficacia
- El modelo portugués del Juzgados de Paz y la mediación
- Las intervenciones corporales en el proceso[6]